# Heinrich Robolski

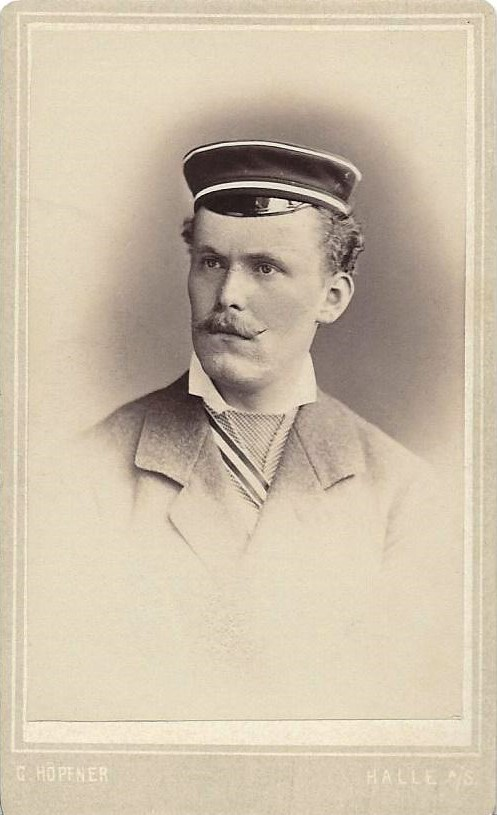
Heinrich Robolski als Hallenser Westfale, 1880

Das ehemalige Kaiserliche Patentamt

Heinrich Robolski (* 18. August 1858 in Stettin; † 1939) war ein deutscher Jurist. Zuletzt war er Präsident des Kaiserlichen Patentamts.

## Leben
Robolski studierte Rechtswissenschaft an der Friedrichs-Universität Halle. 1877 wurde er mit Gustav Behrendt Mitglied des Corps Guestphalia Halle, in dem er sich als Consenior und zweimal als Senior auszeichnete. Am 15. Oktober 1880 wurde er Referendar. Seinen Vorbereitungsdienst leistete er im Oberlandesgerichtsbezirk Naumburg. 1885 wurde er zum Gerichtsassessor ernannt und später als Hilfsarbeiter beim Patentamt und ab 1890 als kommissarischer Hilfsarbeiter im Reichsamt des Innern beschäftigt. Im November 1891 wurde er Regierungsrat und Mitglied des Patentamts, im April 1897 Geheimer Regierungsrat und Stellvertreter des Präsidenten, 1899 Direktor im Patentamt. Im Oktober 1903 wechselte er als Nachfolger des Geheimen Regierungsrats Hauß, der seinerseits an die Spitze des Kaiserlichen Patentamts trat, als Vortragender Rat in das Reichsamt des Innern, wo er das Referat für Patent- und Gebrauchsmusterwesen und den Schutz des geistigen Eigentums leitete. Im Nebenamt war er Mitglied der Normal-Eichungskommission. Im Dezember 1905 wurde er zum Geh. Oberregierungsrat ernannt. 1912 folgte er Hauß als Präsident des Reichspatentamts.
Robolski galt als hervorragender Kenner des Patentwesens und verfasste mehrere Bücher auf dem Gebiet des Urheberrechts, des Patentrechts und des Gebrauchsmusterschutzrechts.

## Ehrungen
- Wirkl. Geh. Oberregierungsrat
- Ehrenmitglied des Corps Guestphalia Halle[1]

## Werke
- Theorie und Praxis des deutschen Patentrechtes unter Benutzung der Akten des kaiserlichen Patentamtes. Berlin 1890.
- Das Patentgesetz vom 7. April 1891. Berlin 1893.
- Das Gesetz betreffend den Schutz von Gebrauchsmustern vom 1. Juni 1891. 2. Aufl., Berlin 1905.